# Art Housey
Arthur Gene Housey, detto Art (Buffalo, 31 gennaio 1958), è un ex cestista statunitense, professionista in Italia e in Spagna.

## Carriera
Venne selezionato dai Dallas Mavericks al terzo giro del Draft NBA 1981 (47ª scelta assoluta).

## Palmarès
- Supercoppa spagnola: 1

Joventut Badalona: 1985